# Система зміни фаз газорозподілу
Система зміни фаз газорозподілу (англ. Continuous variable valve timing, CVVT) регулює параметри відкриття клапанів газорозподільного механізму відповідно до швидкості обертання колінчатого валу і навантаження на двигун. Завдяки цьому досягається ефективніше використання потужності двигуна, знижується витрата палива, знижується забрудненість вихлопу.
У кожного виробника двигунів дана технологія має свою назву.
- Alfa Romeo — Double continuous variable valve timing. CVVT використовується на впуску і випуску.
- BMW — VANOS/Double VANOS. Вперше була застосована в 1992 року для BMW 3-ї та 5-ї серій.
- PSA Peugeot Citroën - Continuous variable valve timing (CVVT).
- Chrysler — dual Variable Valve Timing (dual VVT).
- Daihatsu — Dynamic variable valve timing (DVVT).
- General Motors — Continuous variable valve timing (CVVT).
- Honda — i-VTEC = VTEC. Вперше була застосована в 1990 року на автомобілях Civic та CRX.
- Hyundai — Continuous variable valve timing (CVVT) - дебютувала в двигуні 2.0 L Beta I4 у 2005 році в автомобілі «Elantra» та «Kia Spectra», також була застосована в новому двигуні (Alpha II DOHC) в 2006 для автомобілів« Accent\Verna», «Tiburon» та «Kia cee'd», з 2011 року в Hyundai Solaris (двигун Gamma DOHC).
- MG Rover — Variable Valve Control (VVC).
- Mitsubishi — Mitsubishi Innovative Valve timing Electronic Control (MIVEC). Вперше застосована в 1992 році в двигуні 4G92.
- Nissan — Continuous Variable Valve Timing Control System (CVTCS).
- Toyota — Variable Valve Timing with intelligence (VVT-i), Variable Valve Timing with Lift and Intelligence (VVTL-i).
- Volvo — Continuous variable valve timing (CVVT).